# Four Queens
Le Four Queens est un hôtel-casino du centre-ville de Las Vegas.
Le propriétaire de l'hôtel était Elsinore Corporation jusqu'en 2003; l'hotel casino appartient désormais à TLC Casino Enterprises. Il est situé entre le Fitzgeralds Las Vegas et le Golden Nugget Las Vegas sur Fremont Street Experience. L'hôtel offre 690 chambres et dispose de plusieurs restaurants (Magnolia's Veranda, Hugo's Cellar, Chicago Brew Pub, aire de restauration).
Le Four Queens abrite la plus grande machine à sous du monde, la Queen's Machine, qui peut recevoir six joueurs simultanément.

## Dans la culture populaire
Un bâtiment reprenant l’esthétique du casino-hôtel apparaît dans le jeu vidéo Fallout: New Vegas. Cependant, ce n'est pas un casino mais une ancienne école d’imitation d'Elvis Presley. 